# Ehrenpromotion 2004/05
Die Ehrenpromotion 2004/05 war die 91. Spielzeit in der zweithöchsten luxemburgischen Spielklasse im Fußball der Männer.

## Teilnehmer
Die Spielzeit 2004/05 wurde mit 14 Vereinen ausgetragen. Zu den Mannschaften auf den Plätzen 3 bis 11 der vorherigen Saison kamen zwei Absteiger aus der Nationaldivision sowie drei Aufsteiger aus der 1. Division.
|  | Verein                     | Stadt/Gemeinde      | Stadion                                    | Kapazität |
|  | -------------------------- | ------------------- | ------------------------------------------ | --------- |
|  | Young Boys Diekirch        | Diekirch            | Stade Municipal                            | 1.450     |
|  | FC Differdingen 03         | Differdingen        | Stade Municipal de la Ville de Differdange | 3.500     |
|  | Daring Club Echternach     | Echternach          | Terrain Bréil                              | 1.500     |
|  | FC 72 Erpeldingen          | Erpeldingen         | An der Trell                               | 1.000     |
|  | CS Fola Esch               | Esch an der Alzette | Stade Émile Mayrisch                       | 3.826     |
|  | FC RM Hamm Benfica         | L.-Hamm             | Terrain de Football Cents                  | 2.800     |
|  | UN Käerjéng 97             | Niederkerschen      | Käerjenger Dribbel                         | 2.500     |
|  | Union Mertert-Wasserbillig | Mertert             | Stade de la Sûre                           | 1.800     |
|  | Sporting Mertzig           | Mertzig             | Stade "An den Burwiesen"                   | 2.500     |
|  | FC Monnerich               | Monnerich           | Stade Communal                             | 3.304     |
|  | FC Progrès Niederkorn      | Differdingen        | Stade Jos Haupert                          | 2.800     |
|  | CS Oberkorn                | Differdingen        | Stade Henri Jungers                        | 1.000     |
|  | US Rümelingen              | Rümelingen          | Stade Municipal                            | 2.950     |
|  | FC Koeppchen Wormeldingen  | Wormeldingen        | Stade Am Ga                                | 2.000     |

## Tabelle
| Pl.               | Verein                         | Sp. | S  | U | N  | Tore    | Diff. | Punkte |
| ----------------- | ------------------------------ | --- | -- | - | -- | ------- | ----- | ------ |
| 1.                | UN Käerjéng 97                 | 26  | 16 | 8 | 2  | 068:220 | +46   | 56     |
| 2.                | US Rümelingen (A)              | 26  | 17 | 5 | 4  | 077:330 | +44   | 56     |
| 3.                | FC Monnerich (A)               | 26  | 17 | 4 | 5  | 070:240 | +46   | 55     |
| 4.                | FC Differdingen 03             | 26  | 12 | 8 | 6  | 058:450 | +13   | 44     |
| 5.                | Sporting Mertzig               | 26  | 13 | 4 | 9  | 044:390 | +5    | 43     |
| 6.                | FC 72 Erpeldingen (N)          | 26  | 12 | 6 | 8  | 044:410 | +3    | 42     |
| 7.                | Union Mertert-Wasserbillig (N) | 26  | 11 | 6 | 9  | 052:380 | +14   | 39     |
| 8.                | FC RM Hamm Benfica             | 26  | 9  | 6 | 11 | 038:310 | +7    | 33     |
| 9.                | FC Progrès Niederkorn          | 26  | 9  | 5 | 12 | 033:530 | −20   | 32     |
| 10.               | FC Koeppchen Wormeldingen      | 26  | 8  | 7 | 11 | 041:450 | −4    | 31     |
| 11.               | CS Oberkorn                    | 26  | 8  | 5 | 13 | 039:460 | −7    | 29     |
| 12.               | Daring Club Echternach (N)     | 26  | 6  | 2 | 18 | 029:850 | −56   | 20     |
| 13.               | CS Fola Esch                   | 26  | 4  | 7 | 15 | 028:550 | −27   | 19     |
| 14.               | Young Boys Diekirch            | 26  | 3  | 1 | 22 | 023:870 | −64   | 10     |
| Stand: Saisonende |                                |     |    |   |    |         |       |        |

Platzierungskriterien: 1. Punkte – 2. Tordifferenz – 3. geschossene Tore

| Zum Saisonende 2003/04: |                                            |
| (A)                     | Absteiger aus der Nationaldivision 2003/04 |
| (N)                     | Neuaufsteiger aus der 1. Division 2003/04  |
| Zum Saisonende 2004/05: |                                            |